# Виконт Норвич

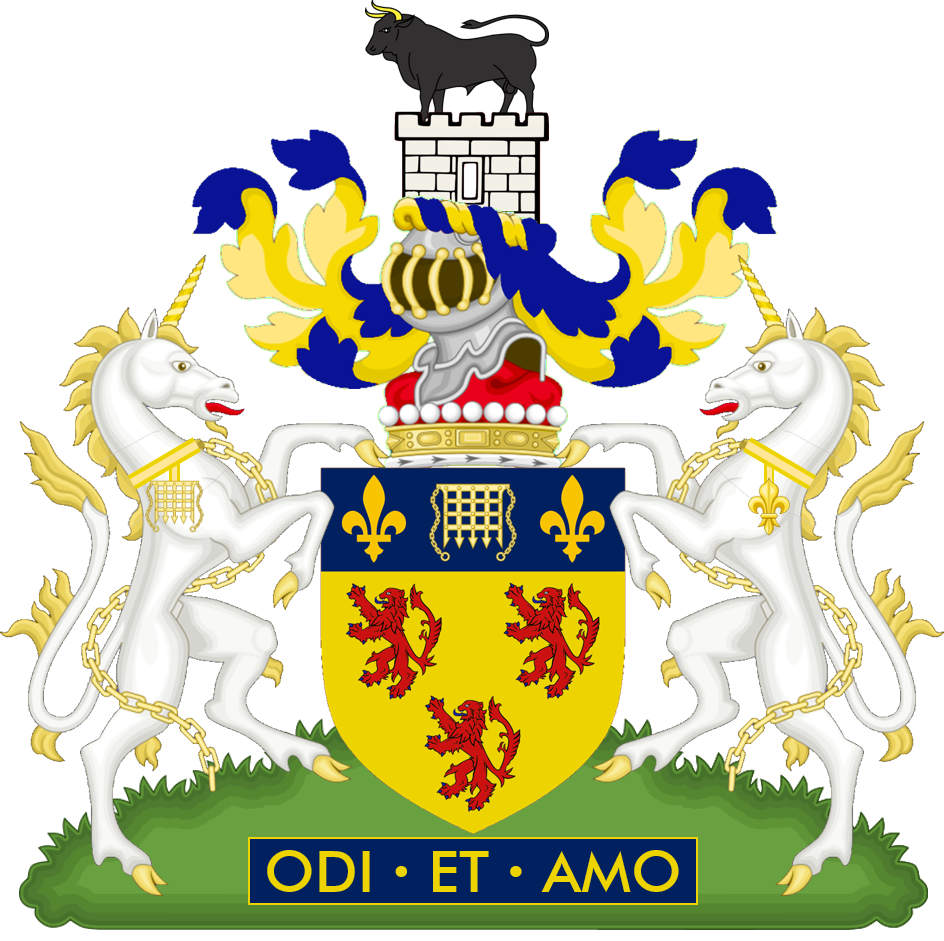
Герб виконтов Норвич

Виконт Норвич (англ. Viscount Norwich, /ˈnɒrɪdʒ/) из Алдвика, в графстве Сассекс — аристократический титул в пэрстве Соединённого королевства. Титул был создан в 1952 году для консервативного политика, писателя и бывшего посла Великобритании во Франции — сэра Даффа Купера. Он был сыном сэра Альфреда Купера и леди Дианы Маннерс. По состоянию на 2024 год титул держит его внук, третий виконт, который наследовал отцу в 2018 году. Джон Джулиус Купер, 2-й виконт Норвич — известный историк, писатель-путешественник и телеведущий.
Писательница Артемис Купер является дочерью второго виконта Норвича.

## Виконты Норвич
- Альфред Дафф Купер, 1-й виконт Норвич (1890—1954);
- Джон Джулиус Купер, 2-й виконт Норвич (1929—2018);
- Джейсон Чарльз Дафф Бид Купер, 3-й виконт Норвич (род. 1959).

Далее нет других наследников виконтства.